# Euplexia poliochroa
Euplexia poliochroa är en fjärilsart som beskrevs av George Francis Hampson 1908. Euplexia poliochroa ingår i släktet Euplexia och familjen nattflyn. Inga underarter finns listade i Catalogue of Life.